# Libor Hudáček
Libor Hudáček, född 7 september 1990 i Spišská Nová Ves, Slovakien, är en Slovakisk professionell ishockeyspelare som tidigare har spelat för bland annat HC Slovan Bratislava och Örebro HK. Från säsongen 2017/2018 spelar Hudacek i Färjestad BK. Libor är yngre bror till Július Hudáček.

## Karriär
Libor inledde sin proffskarriär i slovakiska HC Slovan Bratislava säsongen 2009/2010, efter att spelat i spelat som junior i sin moderklubb HK Spisska Nova Ves. HC Slovan Bratislava spelade fram till säsongen 2011/2012 i den slovakiska nationella ishockeyligan Extraliga. Från säsongen 2012/2013 spelade klubben och Libor i KHL. Säsongen 2014/2015 lånades Libor ut till slovakiska HC Banska Bystrica. Den 18 maj 2015 presenterades Libor av Örebro HK, som ett av klubbens nyförvärv inför säsongen 2015/2016. I Örebro kom Libor spela tillsammans med sin äldre bror Július Hudáček till och med säsongen 2016/2017. Den 12 februari 2018 meddelade Örebro HK att Hudáček lånas ut till Färjestad BK resterande del av säsongen. Den 13 mars meddelade Färjestad BK att klubben valt att bryta med Hudáček efter en kontroversiell slashing i en tidigare match mot Rögle BK.

## Klubbar
- HC Slovan Bratislava (2009/2010–2014/2015)
- HC Banska Bystrica (2014/2015) (Lån)
- Örebro HK (2015/2016–2017/2018)
- Färjestad BK (2017/2018) (Lån)